# Aleksandar Pešić
Aleksandar Pešić (Niš, 21 de maio de 1992) é um futebolista sérvio que atua como atacante. Atualmente defende o Ferencváros.

## Carreira
Aleksandar Pešić começou a carreira no Radnički Niš.